# Melanie Meilinger
Melanie Meilinger (Schwarzach im Pongau, 27 giugno 1991) è un'ex sciatrice alpina e sciatrice freestyle austriaca, specialista delle gobbe.

## Biografia

### Stagioni 2007-2015
Melanie Meilinger, originaria di Mühlbach am Hochkönig, nella prima parte della sua carriera ha gareggiato nello sci alpino: specialista delle prove veloci attiva dal dicembre del 2006, in Coppa Europa ha esordito il 19 gennaio 2010 a Sankt Moritz in discesa libera (54ª) e ha ottenuto il miglior piazzamento due giorni dopo, nella medesima località in supergigante, nella sua terza e ultima gara nel circuito (43ª). La sua ultima gara nello sci alpino è stata uno slalom gigante FIS disputato il 27 marzo successivo a Leogang, non completato dalla Meilinger; durante la sua carriera nello sci alpino non ha esordito in Coppa del Mondo né preso parte a rassegne olimpiche o iridate.
Dalla stagione 2011-2012 si è dedicata al freestyle, specialità gobbe: ha esordito in Coppa Europa il 4 febbraio 2012 a Prato Leventina (14ª), in Coppa del Mondo il 15 dicembre 2012 a Kuusamo (33ª) e ai Mondiali a Oslo/Voss 2013 (34ª nelle gobbe, 26ª nelle gobbe in parallelo). Ai successivi Mondiali di Kreischberg 2015 si è classificata 27ª nelle gobbe e 30ª nelle gobbe in parallelo.

### Stagioni 2016-2022
Il 12 febbraio 2016 ha conquistato a Sankt Gallenkirch l'unica vittoria, nonché primo podio, in Coppa Europa; l'anno dopo ha conquistato il miglior piazzamento in Coppa del Mondo, il 26 febbraio a Thaiwoo in gobbe in parallelo (15ª) e ai Mondiali di Sierra Nevada 2017 si è classificata 25ª nelle gobbe e 22ª nelle gobbe in parallelo.
Ai XXIII Giochi olimpici invernali di Pyeongchang 2018, sua unica presenza olimpica, si è piazzata 26ª nelle gobbe; il 13 marzo 2019 è salita per l'ultima volta sul podio in Coppa Europa, a Tignes in gobbe in parallelo (3ª), ai Mondiali di Almaty 2021, sua ultima presenza iridata, è stata 27ª nelle gobbe e 24ª nelle gobbe in parallelo e ha preso per l'ultima volta il via in Coppa del Mondo il 12 dicembre 2021 a Idre Fjäll (36ª), ultima gara della sua carriera.

## Palmarès

### Freestyle

#### Coppa del Mondo
- Miglior piazzamento in classifica generale: 143ª nel 2020
- Miglior piazzamento nella classifica di gobbe: 35ª nel 2020

#### Coppa Europa
- Miglior piazzamento nella classifica di gobbe: 2ª nel 2019
- 4 podi:
  - 1 vittoria
  - 1 secondo posto
  - 2 terzi posti

##### Coppa Europa - vittorie
| Data             | Località          | Paese   | Specialità |
| ---------------- | ----------------- | ------- | ---------- |
| 12 febbraio 2016 | Sankt Gallenkirch | Austria | MO         |

Legenda:

MO = gobbe

#### Campionati austriaci
- 5 medaglie:
  - 4 ori (gobbe nel 2014; gobbe, gobbe in parallelo nel 2015; gobbe nel 2016)
  - 1 argento (gobbe in parallelo nel 2016)